# ماریانا نادی (بازیکن هندبال)
ماریانا نادی (مجاری: Marianna Nagy؛ زادهٔ ۳۰ اوت ۱۹۵۷) بازیکن هندبال اهل مجارستان است.